# Archaikum
| Äon                              | Ära                          | Periode | ≈ Alter (mya) |
| später                           | später                       | später  | jünger        |
| -------------------------------- | ---------------------------- | ------- | ------------- |
| A r c h a i k u m Dauer: 1500 Ma | Neoarchaikum Dauer: 300 Ma   |         | 2500 ⬍ 2800   |
| A r c h a i k u m Dauer: 1500 Ma | Mesoarchaikum Dauer: 400 Ma  |         | 2800 ⬍ 3200   |
| A r c h a i k u m Dauer: 1500 Ma | Paläoarchaikum Dauer: 400 Ma |         | 3200 ⬍ 3600   |
| A r c h a i k u m Dauer: 1500 Ma | Eoarchaikum Dauer: 400 Ma    |         | 3600 ⬍ 4000   |
| früher: Hadaikum                 |                              |         |               |

Das Archaikum (auch Archäikum) oder die Erdurzeit ist ein Äon der Geologischen Zeitskala. Es erstreckt sich von ca. 4000 bis ca. 2500 Millionen Jahren vor heute. Veraltete (Teil-)Synonyme für dieses Erdzeitalter sind Azoikum und Archäozoikum.
Dem Archaikum geht das Hadaikum voran, und es wird vom Proterozoikum bzw. von dessen erster Periode, dem Siderium, abgelöst.

## Historisches
Der Terminus Archaikum oder vielmehr dessen englisches Pendant Archean sowie der noch heute teilweise benutzte Begriff Archäozoikum (Archeozoic) wurden im Jahre 1872 von dem US-amerikanischen Geologen James Dwight Dana geprägt. Im ursprünglichen Dana’schen Sinne bezeichneten Archaikum und Archäozoikum die gesamte geologische Zeit vor Beginn des Paläozoikums, waren also gleichbedeutend mit dem heute dafür allgemein gebräuchlichen Terminus Präkambrium. Dana hatte festgestellt, dass sich auch in prä-paläozoischen Sedimentgesteinen Hinweise darauf finden, dass zu dieser Zeit auf der Erde bereits Leben existierte. Er schuf daher die Bezeichnungen Archaeozoikum („Zeit des ersten Lebens“) bzw. Archaikum, um den 1845 eingeführten Begriff Azoikum („Zeit ohne Leben“) für die prä-paläozoische Zeit zu ersetzen, mit der Einschränkung, dass nur jene archaischen Gesteine dem Archäozoikum zuzurechnen sind, die nachweislich einer Periode entstammen, in der es Leben gab: 

„Whatever part of the Archæan beds are proved to belong to an era in which there was life, will be appropriately styled the Archeozoic.“

 Erst mehr als 50 Jahre später erfolgte erstmals die Unterscheidung von Archaikum und Proterozoikum innerhalb des Präkambriums, wobei dem Archaikum wiederum die Bedeutung als „azoisches“ Zeitalter zukam und das Proterozoikum mit dem Archäozoikum im ursprünglichen Dana’schen Sinne ident war. In der zweiten Hälfte des 20. Jahrhunderts erfolgte schließlich die Abtrennung des Hadaikums als jener Zeitraum der frühen Erdgeschichte, für den es keine geologischen Zeugnisse gibt.

## Untergliederung
Die Ären des Archaikums sind bisher offiziell nicht unterteilt.
- Äon: Archaikum (4000–2500 mya)
  - Ära: Neoarchaikum (2800–2500 mya)
  - Ära: Mesoarchaikum (3200–2800 mya)
  - Ära: Paläoarchaikum (3600–3200 mya)
  - Ära: Eoarchaikum (4000–3600 mya)

## Geologische Zeugnisse und Implikationen für Biosphäre und Atmosphäre
In den Beginn des Archaikums wird der Isua-Gneis aus der Gegend von Nuuk in Grönland datiert. Erst seit 1999 sind Gesteine bekannt, die schon vor diesem Äon, also im Hadaikum gebildet wurden. Das bisher älteste sicher datierte Gestein ist der Acasta-Gneis mit 4030 mya aus dem westlichen Kanadischen Schild. 2008 sind weitere Datierungen aus dem Hadaikum bekannt geworden, die aus dem Nuvvuagittuq-Grünsteingürtel im östlichen Kanadischen Schild stammen. Der erste – hypothetische – Großkontinent Ur könnte sich vor 3 Milliarden Jahren aus diesen ersten hadaischen Festlandinseln (Kratonen) gebildet haben.
Innerhalb des Archaikums ereigneten sich einige der größten bislang nachgewiesenen Impakte durch Meteoriten. So fand man im Jahr 2014 im Barberton-Grünsteingürtel (Südafrika) Sphärulen (Impaktgläser), die auf den Einschlag eines 37 bis 58 km durchmessenden Impaktors schließen lassen, der unseren Planeten vor etwa drei Milliarden Jahren traf und weitreichende Folgen für die damalige Ökosphäre gehabt haben dürfte.
Obwohl lange Zeit angenommen wurde, dass aus dem Archaikum keine Fossilien erhalten sind, hat sich herausgestellt, dass schon innerhalb kürzester Zeit nach der Bildung stabiler Krustenbestandteile Evolutionsprozesse – vorerst die Chemische Evolution ab 3.800 mya – begonnen haben: Makromoleküle waren in der Lage, sich durch Anlagerung anderer Moleküle zu vergrößern und sich selbst zu reproduzieren. Im frühen Archaikum kann dieser Zeitpunkt als der Beginn des Lebens auf der Erde angesetzt werden.
Die ältesten bisher gefundenen Chemofossilien, also fossile Spuren von Lebewesen, sind mikroskopische ‚Fäden‘ in Gesteinen, die, erstmals in Südafrika entdeckt, als Überreste von 3,5 Mrd. Jahre alten Cyanobakterien – bzw. Blaualgen – gelten könnten. Später folgen dann eindeutig biogene Fossilreste in Form von Stromatolithen, die noch aus dem Archaikum stammen.
Naturgemäß ist die Menge der findbaren Fossilien und Gesteine aus diesem Äon minimal, da die meisten Landmassen aus dieser Zeit, die solche Spuren tragen könnten, völlig zu feinstem Sand erodiert sind, metamorphosiert, Grundlage von Sedimentgesteinen wurden oder im Erdmantel aufschmolzen. Nur in den ältesten, seit ihrer Entstehung unveränderten Kratonen – den Archonen – besteht die Chance, mittels Tiefenbohrungen in mehreren tausend Metern solche Funde zu machen. Solche Archone sind zum Beispiel die Kola-Halbinsel, Simbabwe, der Kanadische Schild, Teile von China und West-Australien.
Die Atmosphäre im frühen Archaikum enthielt noch keinen freien Sauerstoff. Die Photosynthese der ersten Prokaryoten oxidierte vorerst die Minerale des Urozeans und erst gegen Ende des Archaikums – 2500 mya – wurde Sauerstoff an die Atmosphäre abgegeben.
Große Teile des damals entstandenen subkontinentalen lithosphärischen Mantels scheinen heute noch an Ort und Stelle vorhanden zu sein. Dieser Umstand ist in zweierlei Hinsicht überraschend, zum einen, da derartige Gesteinsschichten, die heute entstehen, eine zu große Dichte besitzen, um direkt unter den Kontinenten zu bleiben und weiter in den Erdmantel absinken, zum anderen, weil sie sich derart lange an dieser Position gehalten haben. Wahrscheinlich entstanden diese Teile des lithosphärischen Mantels an den archaischen mittelozeanischen Rücken oder durch Manteldiapire, welche deutlich heißer waren als heute und daher eine an Forsterit (also Magnesium) reichere Mineralogie besitzen. Diese rigiden Gesteinsschichten können aber nicht – wie es heute der Fall ist – subduziert werden und wurden deswegen schlichtweg unter die bereits bestehende Lithosphäre geschoben.